# شهرداری پودولکا
شهرداری پودولکا (به لاتین: Municipality of Podvelka) یک منطقهٔ مسکونی در اسلوونی است که در اسلوونی واقع شده‌است. شهرداری پودولکا ۱۰۳٫۹ کیلومتر مربع مساحت و ۲٬۳۵۴ نفر جمعیت دارد.